# Goyazianthus
Goyazianthus é um género botânico pertencente à família Asteraceae.